# Leptolalax platycephalus
Leptolalax platycephalus es una especie de anfibio anuro de la familia Megophryidae.

## Distribución geográfica
Esta especie es endémica de Pahang en Malasia peninsular. Se encuentra en el Gunung Benom.

## Publicación original
- Dehling, 2012 : A new species of the genus Leptolalax (Anura: Megophryidae) from Gunung Benom, Peninsular Malaysia. Sauria, Berlin, vol. 34, p. 9-21.[2]